# Гоайнш (Вила-Верде)
Гоайнш (порт. Goães) — населённый пункт и район в Португалии, входит в округ Брага. Является составной частью муниципалитета Вила-Верде. Находится в составе крупной городской агломерации Большое Минью. По старому административному делению входил в провинцию Минью. Входит в экономико-статистический субрегион Каваду, который входит в Северный регион. Население составляет 598 человек на 2001 год. Занимает площадь 3,57 км².